# Siemianice (Redzikowo)
Siemianice (deutsch Schmaatz) ist ein Dorf bei Słupsk (Stolp) in der polnischen Woiwodschaft Pommern.

## Geographische Lage und Verkehrsanbindung
Siemianice liegt in Hinterpommern, etwa fünf Kilometer nordöstlich von Słupsk und 104 Kilometer westlich der regionalen Metropole Danzig (Gdańsk), am Rande des breiten Urstromtals der Stolpe (Słupia).
Durch die Ortschaft hindurch verläuft die Wojewodschaftsstraße 213 Słupsk – Krokowa  (Stolp – Krockow), die über das östliche Hinterpommern nach Westpreußen führt.

## Geschichte

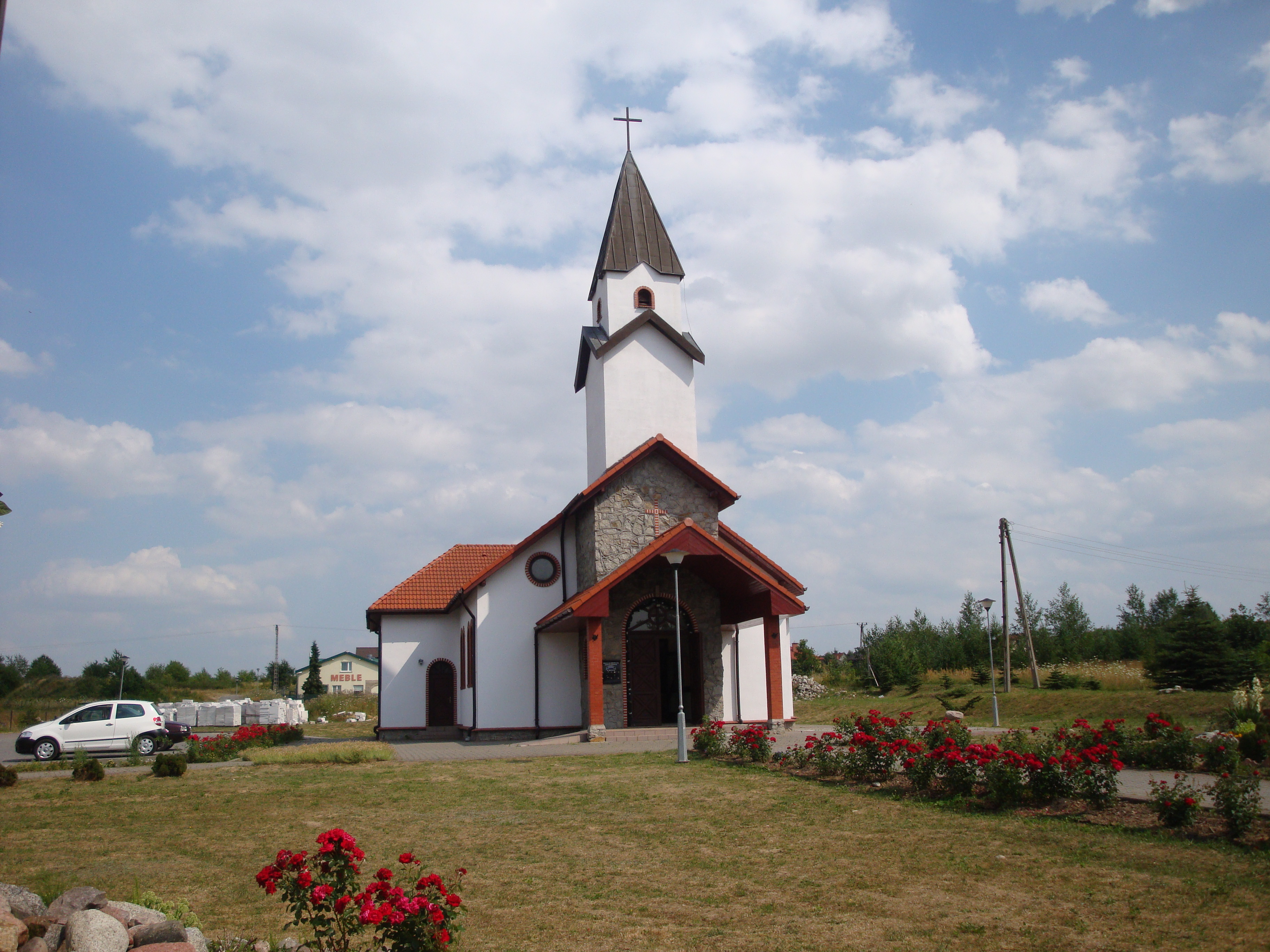
Dorfkirche (2010)

Zur Landgemeinde Schmaatz gehörten bis 1945 neben dem Bauerndorf Schmaatz die Güter Nipnow und Schwuchow sowie die eingemeindeten Ortsteile Prinzenhof und Seddin. Schmaatz wird erstmals 1315 in einer Urkunde genannt, in der Markgraf Waldemar von Brandenburg dem Kasimir Swenzo (Kasimir von Tuchem) und seinen Erben den Besitz des Dorfes als Lehen bestätigte. Schmaatz gehörte später zu den Eigentumsdörfern der Stadt Stolp. Nach einem 1492 ausgestellten Gnadenbrief erlaubte der Abt Stanislaus des Klosters Belbuck dem Magistrat zu Stolp, dass er die Czemartzere, die Weide auf der wüsten Feldmark Seddin, nutzen könne. Das zuletzt in Schmaatz eingemeindete Nipnow wird bereits in einer Urkunde von 1285 erwähnt, mit der Herzog Mestwin II. dem Prämonstratenser-Nonnenkloster von Stolp die Dörfer Buckow, Freist und Nipnow schenkte. Schwuchow und Seddin haben weitgehend eine gemeinsame Geschichte. Seddin wird erstmals in einer Urkunde von 1288 erwähnt, mit der Herzog Mestwin II. dem Kloster Buckow und dem Prämonstratenser-Nonnenkloster zu Stolp bestätigte, dass das Dorf von allen Lasten befreit sei. Die frühere Gutsgemeinde Schwuchow gehörte in älterer Zeit zum Lehensbesitz der Familie Mitzlaff.
Um 1784 gab es in Schmaatz, soweit es der Stadt Stolp gehörte, eine Wassermühle, fünf Bauern, einen Schulmeister und mitsamt der zum Dorf Nipnow gehörigen fünf Bauernhöfe insgesamt 17 Feuerstellen (Haushaltungen). 1925 hatte das Dorf 75 Wohnhäuser.
Bis 1945 gehörte die Landgemeinde Schmaatz zum Landkreis Stolp im Regierungsbezirk Köslin der preußischen Provinz Pommern.
Schmaatz wurde gegen Ende des Zweiten Weltkriegs am 8. März 1945 von der Roten Armee besetzt. Wie ganz Hinterpommern wurde es nach dem Zweiten Weltkrieg unter polnische Verwaltung gestellt. Ab Juni 1945 begann Übernahme von Häusern und Höfen durch Polen; die Einwohner von Schmaatz wurden anschließend von den Polen vertrieben. Schmaatz wurde in Siemianice umbenannt. Später wurden in der Bundesrepublik Deutschland 212 und in der DDR 137 aus Schmaatz vertriebene Dorfbewohner ermittelt. Völkerrechtlich wurde die De-facto-Zugehörigkeit zu Polen 1991 mit dem Zwei-plus-Vier-Vertrag bestätigt.

### Entwicklung der Einwohnerzahl
- 1852: 238[3]
- 1939:  593
- 2011: ca. 1800

### Kirchspiel
Schmaatz war in der St.-Petri-Kirche zu Stolp eingepfarrt und gehörte damit zum Kirchenkreis Stolp-Altstadt.